# Comuna Liubomîrka, Dobrovelîcikivka
Liubomîrka (în ucraineană Любомирка) este o comună în raionul Dobrovelîcikivka, regiunea Kirovohrad, Ucraina, formată din satele Kukolove, Liubomîrka (reședința) și Vikneane.

## Demografie
Componența lingvistică a comunei Liubomîrka
     Ucraineană (92,58%)
     Română (3,2%)
     Rusă (2,77%)
     Alte limbi (0,44%)
Conform recensământului din 2001, majoritatea populației comunei Liubomîrka era vorbitoare de ucraineană (92,58%), existând în minoritate și vorbitori de română (3,2%), rusă (2,77%) și armeană (1,02%).